# 時任奏
時任 奏（ときとう かなで）は、日本の漫画家。

## 作品リスト

### 連載
- 精怪異聞（月刊ComicREX、2006年1月号 - 2009年7月号、全3巻）
- おばけの学校（まんがタイムLovely、2011年3月号 - 7月号）

### 読切
- 原田四兄弟（コミックZERO-SUM増刊WARD 2006年10月増刊号）
- つくもの（コミックZERO-SUM 2007年12月号）
- Vermilion（ゼロサムオリジナルアンソロジーシリーズArcana 6 特殊部隊 / 集団）
- 無名の質（ゼロサムオリジナルアンソロジーシリーズArcana 9 変化☆擬人化）
- 『獏〜BAKU〜』アフレコレポート漫画（コミックZERO-SUM増刊WARD No.007）
- memento mori（ゼロサムオリジナルアンソロジーシリーズArcana 11 時間旅行 / タイムトラベラー）